# ويليام بي. ميتشيل
ويليام بي. ميتشيل (بالإنجليزية: William B. Mitchell)‏ هو محامي وقاضي وسياسي أمريكي، ولد في 19 نوفمبر 1832 في كندا، وتوفي في 21 أغسطس 1900 في وينونا في الولايات المتحدة. انتخب عضو مجلس نواب مينيسوتا.